# Франка Дітцш
Франка Дітцш (нім. Franka Dietzsch; нар. 22 січня 1968) — німецька легкоатлетка, яка спеціалізувалася на метанні диска.
До возз'єднання Німеччини на міжнародних змаганнях представляла Східну Німеччину.

## Спортивні досягнення
Учасниця чотирьох олімпійських змагань з метання диска, на трьох з яких виступала у фінальних змаганнях (4-е місце у 1996, 6-е місце у 2000, 12-е місце у 1992) та ще на одній не змогла подолати кваліфікаційний раунд (2004).
Триразова чемпіонка світу з метання диска (1999, 2005, 2007). Фіналістка змагань з метання диску на ще трьох чемпіонатах світу — 4-е місце у 2001, 7-е місце у 1995 та 8-е місце у 1993.
Переможниця двох Кубків світу з метання диска (1998, 2006).
Срібна призерка чемпіонату світу серед юніорів з метання диска (1986).
Чемпіонка Європи з метання диска (1998). Срібна призерка чемпіонату Європи з метання диска (2006). Фіналістка (9-е місце) чемпіонату Європи з метання диска (1994).
Переможниця чотирьох Кубків Європи з метання диска (2001, 2005, 2006, 2007). Двічі була другою (1997, 2004) та двічі третьою (1999, 2002) у метанні диска на Кубках Європи.
Переможниця двох Кубків Європи із зимових метань в особистому та командному заліках (2004, 2007).
10-разова чемпіонка Німеччини з метання диска (1997, 1998, 1999, 2000, 2001, 2003, 2004, 2005, 2006, 2007).

## Визнання
- Легкоатлетка року в Німеччині (2005, 2007)
- Меморіальна нагорода імені Рудольфа Гарбіга[en] (2006)